# Harveyus mexicanus
Espèce
Synonymes
- Schizomus mexicanus Rowland, 1971
- Stenochrus mexicanus (Rowland, 1971)

Harveyus mexicanus est une espèce de schizomides de la famille des Hubbardiidae.

## Distribution
Cette espèce est endémique du San Luis Potosí au Mexique. Elle se rencontre dans des grottes la Sierra del Abra.

## Description
Les mâles mesurent de 4,28 à 4,40 mm et les femelles de 4,56 à 4,64 mm.

## Étymologie
Son nom d'espèce lui a été donné en référence au lieu de sa découverte, le Mexique.

## Publication originale
- Rowland, 1971 : New species of schizomids (Arachnida, Schizomida) from Mexican caves. Association For Mexican Cave Studies Bulletin, no 4, p. 117-126.